# Dennis Doden
Dennis Doden (* 23. August 1993 in Wilhelmshaven) ist ein deutscher Handballspieler.

## Karriere
Dennis Doden begann im Alter von vier Jahren mit dem Handball. In der Jugend spielte er für die JSG Wilhelmshaven und debütierte in der Saison 2010/11 für den Wilhelmshavener HV in der 2. Handball-Bundesliga. 2012 wechselte der 2 Meter große Handballtorwart nach Lemgo, wo er zunächst für die HSG Handball Lemgo, der Jugendabteilung des TBV Lemgo, in der 3. Liga und danach für die Profi-Mannschaft in der Handball-Bundesliga zwischen den Pfosten stand. Ab der Saison 2014/15 spielte Doden für den Zweitligisten ASV Hamm-Westfalen. Im Sommer 2017 kehrte er zum Wilhelmshavener HV zurück. Zwei Jahre später schloss er sich der TSG Altenhagen-Heepen an.
Doden nahm mit der deutschen Jugendnationalmannschaft an der U-19-Weltmeisterschaft 2011 in Argentinien teil. Er gehörte zum Kader der deutschen Juniorennationalmannschaft, für die er ein Länderspiel bestritt.

## Sonstiges
Am 1. Mai 2017 nahm Doden als Kandidat an der RTL-Sendung Wer wird Millionär? teil und gewann dabei 32.000 Euro.